# آخر يوم من الحرية
آخر يوم آخر من الحرية هو فيلم وثائقي تم إنتاجه في الولايات المتحدة وصدر في سنة 2015.

## وصلات خارجية
- آخر يوم من الحرية على موقع IMDb (الإنجليزية)
- آخر يوم من الحرية على موقع روتن توميتوز (الإنجليزية)
- آخر يوم من الحرية على موقع قاعدة بيانات الأفلام العربية
- آخر يوم من الحرية على موقع فيلمافينيتي (الإسبانية)
- آخر يوم من الحرية على موقع قاعدة بيانات الفيلم (الإنجليزية)
- آخر يوم من الحرية على موقع ليتربوكسد (الإنجليزية)
- آخر يوم من الحرية على موقع كينوبويسك (الروسية)